# یوتولی آمریکان ساموآ
یوتولی آمریکان ساموآ (به انگلیسی: Utulei) یک منطقهٔ مسکونی در ایالات متحده آمریکا است که در ساموآی آمریکا واقع شده‌است. یوتولی آمریکان ساموآ ۰٫۸۵ کیلومتر مربع مساحت و ۶۱۵ نفر جمعیت دارد.